# Roy Henderson
Pour les articles homonymes, voir Henderson.
Roy Henderson est un baryton écossais né le 4 juillet 1899 à Édimbourg et mort le 16 mars 2000 à Bromley.

## Biographie
Roy Galbraith Henderson naît le 4 juillet 1899 à Édimbourg,.
Il étudie à la Royal Academy of Music de Londres entre 1920 et 1925 et fait ses débuts au Queen's Hall dans A Mass of Life (Zarathustra) de Frederick Delius, en 1925,.
À l'opéra, il fait ses débuts à Covent Garden en 1928 dans le rôle de Donner (L'Or du Rhin de Wagner), puis dans celui de Kothner (Die Meistersinger von Nürnberg) et du Héraut (Lohengrin),.
En 1934, il chante le comte Almaviva (Le nozze di Figaro de Mozart) au festival de Glyndebourne, auquel il participe jusqu'en 1939, interprétant Papageno (La Flûte enchantée), Masetto (Don Giovanni) et Guglielmo (Così fan tutte),. Il se produit également avec la compagnie à Londres et en tournée dans le rôle de Peachum dans The Beggar's Opera (1939-1940).
Roy Henderson est le fondateur de l'Oriana Choir de Nottingham, qu'il dirige également, entre 1936 et 1952.
De 1940 à 1974, il est professeur de chant à la Royal Academy of Music. Pédagogue recherché, il forme de nombreux élèves, dont Kathleen Ferrier.
Comme interprète, il compte à son répertoire Elias (Mendelssohn), Jésus dans la Passion selon saint Matthieu de Bach et les solos de baryton dans la Sea Symphony de Vaughan Williams et la Sea Drift (en) de Delius (qu'il a enregistrée), et participe aux créations de Dona nobis pacem (en) et Tudor Portraits de Vaughan Williams, Idyll de Delius et The Canterbury Pilgrims (en) de George Dyson.
Il est fait commandeur de l'ordre de l'Empire britannique en 1970.
Roy Henderson meurt le 16 mars 2000 à Bromley.